# Richie Ryan
Richard (Richie) Ryan (ur. 27 lutego 1929 w Sandymount, zm. 17 marca 2019 w Clonskeagh) – irlandzki polityk i prawnik, wieloletni Teachta Dála i poseł do Parlamentu Europejskiego, od 1973 do 1977 minister finansów i służb publicznych, członek Europejskiego Trybunału Obrachunkowego.

## Życiorys
Syn prawnika Jamesa Ryana. Studiował prawo oraz ekonomię na University College Dublin, podczas studiów i po nich zaangażowany w ruch debat oksfordzkich. Uzyskał uprawnienia solicitora, praktykował następnie w kancelariach prawniczych i do 1973 był partnerem w jednej z nich. Zajmował się pro publico bono wieloma sprawami, dotyczącymi m.in. prawa prywatności oraz prawa wyborczego.
Zaangażował się w działalność polityczną w ramach Fine Gael. W 1959 wybrany w wyborach uzupełniających do Dáil Éireann, zasiadał w nim do 1982 przez siedem kadencji. W ramach swojej partii był rzecznikiem ds. zdrowia i opieki społecznej oraz spraw zagranicznych i Irlandii Północnej. Od marca 1973 do lipca 1977 pozostawał ministrem finansów w rządzie Liama Cosgrave’a, w listopadzie 1973 objął też tekę ministra służb publicznych. W latach 1973–1986 był posłem do Parlamentu Europejskiego, w 1979 i 1984 wybieranym w wyborach powszechnych. Przystąpił do Europejskiej Partii Ludowej, został m.in. wiceprzewodniczącym Komisji Budżetowej. Z PE odszedł w marcu 1986, następnie do 1994 zasiadał w Europejskim Trybunale Obrachunkowym. W kolejnych latach był m.in. przewodniczącym Irlandzkiego Czerwonego Krzyża i przez czterdzieści lat komisarzem Irish Lights (operatora latarni morskich). Pracował też w strukturach Międzynarodowego Funduszu Walutowego.

## Życie prywatne
Od 1956 był żonaty z Mairéad (zm. 2017), mieli pięcioro dzieci.